# Max Payne 2: The Fall of Max Payne
Max Payne 2: The Fall of Max Payne es la continuación del videojuego Max Payne. Es un juego de disparos en tercera persona el cual recalca su género de videojuegos de acción y su estilo de juego característico utilizando el modo Bullet time y el acompañamiento de los cambios en la trama con una novela gráfica. En abril del 2022, Remedy, junto a la desarrolladora Rockstar Games, anunciaron un remake tanto de este juego como de su precuela. La adaptación será desarrollada bajo el motor de juego Northlight (propietaria de Remedy) y será lanzado para Microsoft Windows, PlayStation 5 y Xbox Series X|S.

## Argumento

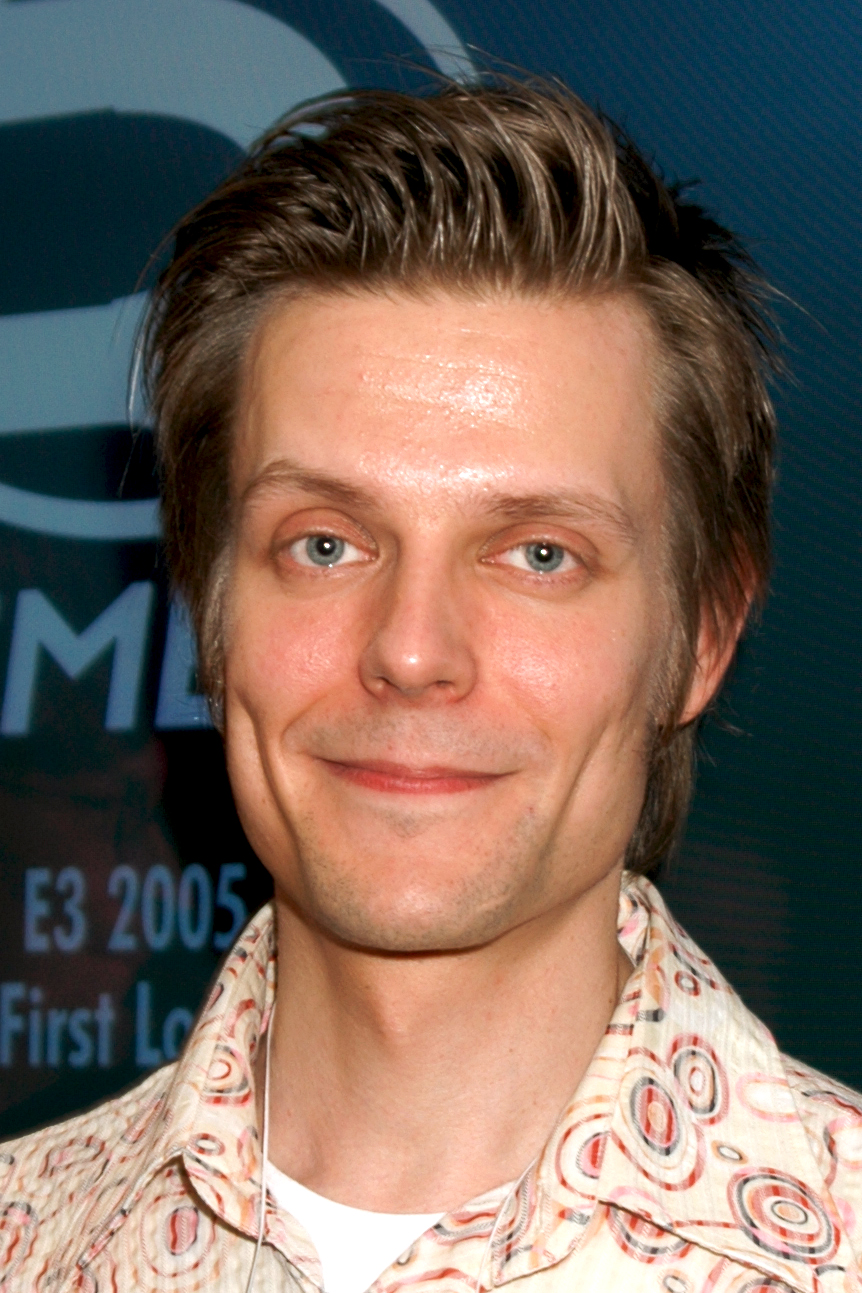
El guion del juego fue escrito por Sam Lake, quien, a la vez, modeló para el personaje de Max en el Max Payne original.

Años después de los acontecimientos del primer juego, Max Payne ha dejado su trabajo en la DEA y ha vuelto a su antiguo trabajo como detective en el departamento de policía de Nueva York. Una noche, Max debe acudir a un almacén donde se han escuchado unos disparos, varias personas han sido asesinadas, a manos de unas personas disfrazadas de limpiadores, entre ellas una supuesta traficante de armas. Curiosamente en este lugar Max se encuentra con Mona Sax, que se suponía muerta en el juego anterior, quien se va después de decirle que deben dejar de verse en esas circunstancias.
En la comisaría, le asignan el caso de los traficantes a Max y a la detective Valerie Winterson el caso de homicidio del senador Gate, del cual Mona es la principal sospechosa. Max en busca de pistas, se dirige ante el jefe de la mafia rusa local, Vladimir Lem, quien está siendo atacado por Vinnie Gognitti, según Vladimir, Gognitti está eliminando a sus competidores dentro del mercado negro del tráfico de armas.
Ya en su casa, Max es visitado por Mona, y esta le dice ambos están en peligro, ya que unos contratistas los buscan para matarlos, Max inicialmente no le cree pero en ese momento descubre a un francotirador que lo intentó asesinar. Mona huye y el apartamento de Max explota poco después de que él escapa.
Tiempo después Max llama por teléfono a Mona y acuerdan encontrarse en la residencia de ella, un parque de atracciones abandonado, allí Mona le dice que detrás de todo se encuentra una sociedad secreta llamada "The Inner Circle" y que conoce a alguien que está dispuesto a hablar, Corcoran, pero al llegar al lugar donde este vive se encuentran con un grupo de limpiadores que ya lo habían matado. Sin embargo, Max descubre una foto en la cual está un grupo de personas frente a una mansión, entre ellas Corcoran, el senador Gate y Alfred Woden, quien en Max Payne 1, había mediante sus influencias eliminado los cargos contra Max a cambio de que este matara a Nicole Horne, la responsable del homicidio de la familia de Max y de la producción de la droga Valkyr.
Mona es arrestada en el lobby del edificio y llevada a la comisaría de policía. Max le explica al director de policía, Jim Bravura, que el caso de Winterson y el de él se encuentran relacionados y que los verdaderos asesinos del senador Gate fueron los limpiadores. Jim se enfurece y le pide que elabore un informe.
En la estación, Max escucha a su nueva compañera, la detective Valerie Winterson, sospechosamente hablando acerca de Mona y Max por teléfono. De repente, la estación es atacada por los limpiadores, que están en busca de Mona. Antes de que la alcancen, Mona se escapa de su celda y se desvanece en la noche.
Al salir de la comisaría Max es recogido por Vladimir, lo que le parece una extraña coincidencia, y le pide que lo lleve al escondite de Mona, el parque de atracciones en Coney Island. Luego en el escondite, Max y Mona son atacados por los limpiadores y tras luchar contra ellos, Max logra subirse en una furgoneta de los limpiadores que se había dado a la fuga.
Max llega a un sitio de construcción, donde él y Mona deben defenderse mutuamente de los limpiadores. Después de huir de sus enemigos, la detective Winterson llega y tiene Mona en el punto de mira. Mona afirma que Winterson está ahí para matarla, mientras que Winterson dice que está simplemente tratando de arrestar a una fugitiva. Después de unos momentos de reflexión, Max dispara a Winterson, lo que permite a Mona escapar. Antes de morir, Winterson dispara a Max, y este es hospitalizado.
Después de que Max sale del hospital, se dirige a la mansión de Woden, y este le dice que una facción renegada del Inner Circle que quería aumentar su poder, liderada por Vladimir Lem y sus limpiadores, eran quienes querían matar a Max, a Vinnie Gognitti y al mismo Alfred Woden.
Max se dirige de nuevo al bar Vodka de Vladimir, pero no lo encuentra y en su lugar escucha una grabación de la contestadora automática donde se relevan los amoríos entre la detective Winterson y Vladimir.
Max en busca de Vladimir se dirige, en medio de una guerra de mafias, a donde Gognitti y se encuentra con que este ha sido apresado dentro de un disfraz de "Capitán baseball bat boy". Gognitti le dice que puede ayudarle a encontrar a Vladimir Lem si lo salva de los limpiadores, después de salvarlo Max le dice que deben dirigirse a donde Mona en Conney Island para que desactive la bomba y Vinnie le dice que no confíe en ella ya que Mona y Vlad son de la misma organización.
Una vez allí, se encuentran con Vladimir, quien mata a Gognitti activando la bomba y le dispara a Max, tiempo después Mona entra y salva a Max de las llamas y se dirigen a la mansión de Alfred Woden a salvarlo.
En la mansión Mona inmoviliza y desarma a Max y le dice que estaba contratada para matarlo, para limpiar todo ese desastre, pero en un momento de vacilación le dice que no puede hacerlo, momento en el que entra a la habitación Vladimir y le dispara a Mona por la espalda, en ese instante Alfred Woden entra a y le dice a Vladimir que ya es suficiente de tantas matanzas y forcejea con él pero Vladimir lo mata, momento en el que se revela que Woden es el padre de Vladimir. Es entonces cuando Max y Lem comienzan a pelear, hasta que Lem activa una bomba que plantó en la mansión. Después de que ambos caen al piso de abajo, Max persigue Lem a través de la mansión. Max se enfrenta a Lem iniciándose una batalla final que acaba con la vida de Lem quien se precipita al vacío.
Finalmente en el instante en que llega la policía, Max vuelve a lado de Mona, pero tras unas palabras ella se desvanece y muere en los brazos de Max. Como curiosidad, si el juego se termina en su nivel más alto de dificultad, en la misma escena final Mona se recupera de sus heridas y sobrevive.

## Personajes

### Jugables
- Max Payne
- Mona Sax

### No jugables
- Ins. Valerie Winterson
- Vladimir Lem
- Vincent Gognniti
- Lic. Bravura
- Kaufman
- Annie Finn
- Mike the Cowboy
- Alfred Woden

## Sistema de juego
Max Payne 2 es un juego de disparos en tercera persona en el que manejamos a Max Payne en la mayoría de la aventura, aunque durante una parte llevamos a Mona. En el juego podremos usar todo tipo de armas, como pistolas, escopetas, subfusiles, fusiles de asalto o fusiles de francotirador.
Al principio solo se puede escoger un nivel de dificultad, en este nivel la dificultad se ajusta al jugador. Por ejemplo, si el jugador muere muchas veces la inteligencia artificial será menos efectiva. Al completar el juego se desbloquen nuevos niveles de dificultad y también se desbloquean dos nuevos modos de juego: Un minuto en Nueva York, en el que se da una puntuación al jugador dependiendo del tiempo que haya tardado en pasar el nivel y Muerto ambulante que tiene lugar en cinco escenarios a escoger, en los cuales van apareciendo enemigos indefinidamente y el objetivo es aguantar el máximo tiempo sin morir.
Al igual que su predecesor también hay tiempo de bala. Cuando el jugador lo activa la pantalla se tiñe con un tono de color sepia y se ralentiza el tiempo, un reloj de arena mide el tiempo bala restante. Cuando matemos enemigos en tiempo de bala, este se irá ralentizando más todavía.
A diferencia del primer Max Payne, las granadas y los cócteles molotov no ocupan huecos de armas, sino que tienes que escoger un ataque secundario, ya sea golpear con el arma, lanzar una granada o lanzar un cóctel molotov. Esto se elige en el espacio 1 de las armas. Al igual que en la primera entrega, tenemos analgésicos para curar el dolor de las heridas y poder continuar.

### Armas
- Granada de mano
- Cóctel molotov
- Beretta 92
- Desert Eagle
- Escopeta de corredera
- Escopeta recortada
- Striker
- Ingram MAC-10
- MP5
- Carabina M4
- AK-47 Kalashnikov
- Fusil M40
- Dragunov[1]